# Panspermie

Illustration de la panspermie.

La panspermie est une hypothèse, apparue au cours de l'Antiquité, selon laquelle l'origine des organismes vivants sur Terre serait une « contamination » extraterrestre. Au début du XXIe siècle, elle reste une hypothèse spéculative puisqu'elle n'est pas étayée par des preuves tangibles, malgré la découverte d'organismes potentiellement capables de survivre au voyage à travers l'espace. L'expérience de Miller-Urey (soupe primordiale) tend à réfuter cette théorie. L'hypothèse la plus communément admise concernant l'origine de la vie terrestre est qu'elle serait apparue directement sur Terre.

## Histoire
Le terme « panspermie », du grec ancien panspermia (πανσπερμία), pan (πᾶν) tout et sperma (σπέρμα) la graine, apparait pour la première fois au Ve siècle av. J.-C. dans les écrits d'Anaxagore, mais est contesté par les hypothèses d'Aristote et tombe dans l'oubli.
Il s'agirait de transferts d'organismes vivants microscopiques ou de molécules constituantes de la matière organique (tel le ribose) à travers l'espace, grâce aux comètes par exemple. Les hypothèses sont nombreuses : les transferts peuvent se faire entre planètes voisines ou au contraire sur de grandes distances, ils peuvent être délibérés ou parfaitement naturels. La panspermie pourrait aussi être utilisée par l'humanité pour coloniser d'autres planètes ou pour aider la vie à s'épanouir, mais des questions éthiques se posent alors[réf. nécessaire].
Le terme réapparait au XIXe siècle, avec le chimiste suédois Jöns Jacob Berzelius en 1834, le botaniste prussien Hermann E. Richter en 1865, le physicien britannique Lord Kelvin en 1871 et le scientifique prussien Hermann von Helmholtz en 1879.
En 1903, le chimiste suédois Svante August Arrhenius formule la première description théorique de la panspermie.
Les hypothèses de panspermie ont été reprises par Donald Barber en 1963, puis par Francis Crick et Leslie Orgel dans les années 1970 (panspermie dirigée).
En 1974, l'astronome Fred Hoyle, grand défenseur de la panspermie qu'il relie à sa théorie de l'état stationnaire, et son élève Chandra Wickramasinghe relancent le débat et déclarent que certaines maladies sur Terre seraient d'origine extraterrestre (pathospermie),.
En 1996, Brig Klyce a proposé la version Cosmic Ancestry, une combinaison de la panspermie de Hoyle avec l'Hypothèse Gaïa de James Lovelock.
En avril 2009, Stephen Hawking a déclaré :
« Life could spread from planet to planet or from stellar system to stellar system, carried on meteors »
« La vie pourrait se propager d'une planète à une autre ou d'un système stellaire à un autre, portée par des météores »
Entre 2008 et 2015, au cours d'une série d’expériences en astrobiologie (EXPOSE (en)), une large variété de biomolécules et de micro-organismes ont été exposés, pendant un an et demi, au vide de l'espace et aux radiations solaires à l’extérieur de la Station spatiale internationale ; certains organismes ont survécu très longtemps dans ces conditions difficiles.

## Mécanismes
La panspermie n'est pas une hypothèse unique, plusieurs variantes ont vu le jour au fil du temps :

### Lithopanspermie

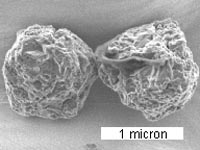
Il peut être tentant de voir des formes fossiles (corpuscules carbonés de contour sphérique ou de filaments bactériens) dans ces deux grains de la météorite de Murchison mais une telle interprétation est sujette à des risques majeurs d'artéfacts.

La lithopanspermie est le transfert d'organismes vivants, dans des roches, d'une planète à une autre de façon naturelle,.
Bien qu'il n'y ait aucune preuve de lithopanspermie dans le système solaire, différentes avancées technologiques ont permis de tester les différentes phases d'un tel transfert (l'éjection planétaire, la survie pendant le transfert et l'entrée atmosphérique) et de constater que certains organismes vivants présentent un niveau de résistance hors du commun.
L'étude de plusieurs météorites, notamment celle de Murchison, a livré une riche moisson de molécules organiques diverses, notamment des porphyrines, des bases puriques et pyrimidiques qui interviennent dans la composition des acides nucléiques de l'ADN. La météorite de Murchinson contient pas moins de 74 types d'acides aminés dont 8 communs dans les protéines (glycine, alanine, valine, leucine, isoleucine, proline, acides aspartique et glutamique), la plupart étant incontestablement d'origine extraterrestre puisque seuls 20 acides aminés entrent dans la composition des protéines du vivant. Elle a également révélé la présence de diamino-acides, ce qui suggère la formation prébiotique de structures polypeptidiques, briques des protéines.
À plusieurs reprises, des chercheurs annoncent avoir observé des formes microfossiles indigènes (de type cyanobactérie) dans des météorites (par exemple les fossiles CI1 de la météorite d'Orgueil, d' Alais, d'Ivuna, de Tonk et de Revelstoke), mais leurs interprétations sont infirmées par des études ultérieures qui montrent que ces observations correspondent à des artéfacts instrumentaux, minéralogiques ou organiques.

### Panspermie dirigée
La panspermie dirigée concerne le transport délibéré de micro-organismes dans l'espace, envoyés sur Terre pour démarrer la vie, ou envoyés depuis la Terre pour coloniser de nouveaux systèmes planétaires.
Plusieurs publications depuis 1979 ont émis l'idée que si une signature distinctive était découverte, implantée délibérément, dans le génome ou le code génétique des êtres vivants sur Terre, cela prouverait l'existence de la panspermie dirigée. En 2013, une équipe de physiciens a déclaré avoir découvert des traces d'une telle signature, mais leur découverte a rapidement été réfutée.
Les agences spatiales ont même intégré des procédures de protection planétaire pour réduire le risque de contamination d'autres planètes au cours de missions spatiales,.
La panspermie dirigée a déjà été proposée pour étendre et sécuriser la vie dans l'espace,.

### Pseudo-panspermie
La pseudo-panspermie (parfois appelée panspermie douce, panspermie moléculaire ou quasi-panspermie) estime que les molécules naturelles nécessaires pour la vie proviennent de l'espace et ont été incorporées dans la nébuleuse solaire à partir de laquelle s'est formé le système solaire, avant d’être redistribuées plus tard aux planètes (abiogenèse).

### Transpermie
La transpermie est le transfert d'organismes vivant uniquement entre planètes voisines, comme entre Mars et la Terre.

### Pathospermie

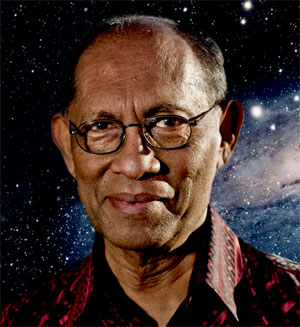
Chandra Wickramasinghe à l'Université de Buckingham en 2012.

Fred Hoyle et Chandra Wickramasinghe ont spéculé que plusieurs épidémies sur Terre sont d'origine extraterrestre, notamment la grippe de 1918, certaines épidémies de polio et de maladies de la vache folle. Pour la pandémie de 1918, ils ont émis l'hypothèse que la poussière des comètes avait apporté le virus sur Terre à plusieurs endroits simultanément, une vue presque universellement rejetée par les experts de cette pandémie. Hoyle a également émis l'hypothèse que le VIH provenait de l'espace.
Après la mort de Hoyle, The Lancet publia une tribune libre de Wickramasinghe et de deux de ses collègues dans laquelle ils émettaient l'hypothèse que le virus responsable de l'épidémie de syndrome respiratoire aigu sévère (SRAS) en Chine pourrait être extraterrestre et ne proviendrait pas des poulets. The Lancet a par la suite publié trois réponses à cette lettre, montrant que l'hypothèse n'était pas fondée sur des preuves et jetant le doute sur la qualité des expériences référencées par Wickramasinghe dans sa lettre,,,.

### Panspermie accidentelle
Thomas Gold a suggéré en 1960 l'hypothèse que l'origine de la vie terrestre serait due à des déchets jetés sur Terre par des extraterrestres il y a très longtemps (Cosmic Garbage).

### Radiopanspermie
En 1903, Svante August Arrhenius a émis l'hypothèse que des formes de vie microscopiques peuvent être projetées dans l'espace sous l'effet de la pression de radiation des étoiles,. Mais différentes études ont montré que les micro-organismes ne peuvent survivre longtemps dans l'espace sans la protection de roches suffisamment grosses,.

## Organismes extrémophiles
Un organisme est dit extrémophile lorsque ses conditions de vie normales sont mortelles pour la plupart des autres organismes : températures proches ou supérieures à 100 °C (hyperthermophiles) ou inférieures à 0 °C (psychrophiles), pressions exceptionnelles (barophiles des grands fonds marins), milieux très chargés en sel (halophiles), milieux très acides (acidophiles) ou hyper-alcalins (alcalophiles), milieux radioactifs ou anoxiques (sans dioxygène) ou non-éclairés comme les endolithes.
Bien que les simulations suggèrent qu'une météorite pourrait mettre plusieurs dizaines de millions d'années avant d'entrer en collision avec une autre planète, il existe des bactéries terrestres viables et documentées, âgées de 40 millions d'années et très résistantes aux radiations,, d'autres capables de revenir à la vie après avoir dormi 25 millions d'années, ce qui suggère que les transferts de vie par lithopanspermie sont possibles avec des météorites de plus de 1 m.
La découverte d'écosystèmes dans les profondeurs marines, les avancées en astrobiologie, en astronomie et la découverte de grandes variétés d’extrémophiles, ont ouvert une nouvelle voie en astrobiologie, en augmentant massivement le nombre possible d'habitats extraterrestres et la possibilité de transfert de vie microbienne sur de vastes distances.

## Théorie du complot
Plusieurs théories occultes développent des argumentaires proches de la panspermie se basant, entre autres, sur l'interprétation de passages de la Genèse évoquant les Nephilims, géants issus, selon des évangiles apocryphes, de l'union d'anges descendus sur Terre et de femmes humaines. Pour certains occultistes, ces passages seraient une interprétation erronée du passage sur Terre de formes de vie extraterrestres qui auraient pu transmettre une partie de leur savoir, voire de leur ADN, à l'humanité afin de l'améliorer.
Parmi d'autres défenseurs de cette théorie, Jaz Coleman, compositeur et occultiste, y fait régulièrement référence dans ses textes et en entrevue, ou encore Raël, gourou de la secte raélienne, qui revendique avoir conçu le premier clone humain et prône l'accueil des extraterrestres par l'humanité. Ces idées se retrouvent également dans la théorie des anciens astronautes.

## Influences
- La panspermie est le thème principal de la symphonie du groupe Muse intitulée Exogenesis: Symphony, sortie en 2009.
- Le livre Le Papillon des étoiles de Bernard Werber présente une théorie relative à la panspermie.
- Le film Prometheus parle lui aussi de panspermie.
- Le film suédois Aniara : L'Odyssée stellaire (2019) de Pella Kågerman finit par un exemple de panspermie provoquée par les humains.